# 紀歐惠
紀歐惠（挪威語：Alfhild Jensen Gislefoss，1918年5月2日—2010年10月31日），挪威麻醉科醫師，長期服務於南投縣埔里基督教醫院，第一屆醫療奉獻獎得主。

## 生平
紀歐惠為1918年生於丹麥哥本哈根，生日是5月2日。其母親為挪威人，嫁給丹麥人，但在生紀歐惠時因難產過世。
1920年，紀歐惠被親人帶回挪威撫養，1939年就讀奧斯陸醫學院，1949年畢業取得醫師執照，隨後於1952年赴美國研習麻醉醫學成為麻醉專科醫師。1960年代臺灣流行小兒麻痺，造成不少孩童肢體殘障，許多小兒痲痺症需要矯正手術，遂她於1962年受邀來臺灣指導麻醉技術。1963年，她被挪威路加信義會指派到埔里基督教醫院（簡稱「埔基」）為偏遠山區作醫療工作。在當年的臺灣，她是全島第三位麻醉科醫師。該年代東臺灣僅有唯一有執照也只有施桂蘭。
埔基副院長成亮表示，當時埔基對所有原住民病患，不管吃藥、住院全部免費，吸引原住民長途跋涉而來求診。紀歐惠回憶當時醫院僅用竹子搭建，病人一來，往往把全家帶來，常把脆弱的房子給擠壞。她會主動到各偏遠山區行醫，往往走七到八個小時，才能到達一小山村，為原住民看病施藥、為長年臥病的老人洗澡，但她不贊成對原住民免費醫療，因他們會隨便裝病拿藥，因此她逐漸酌收醫療費用。

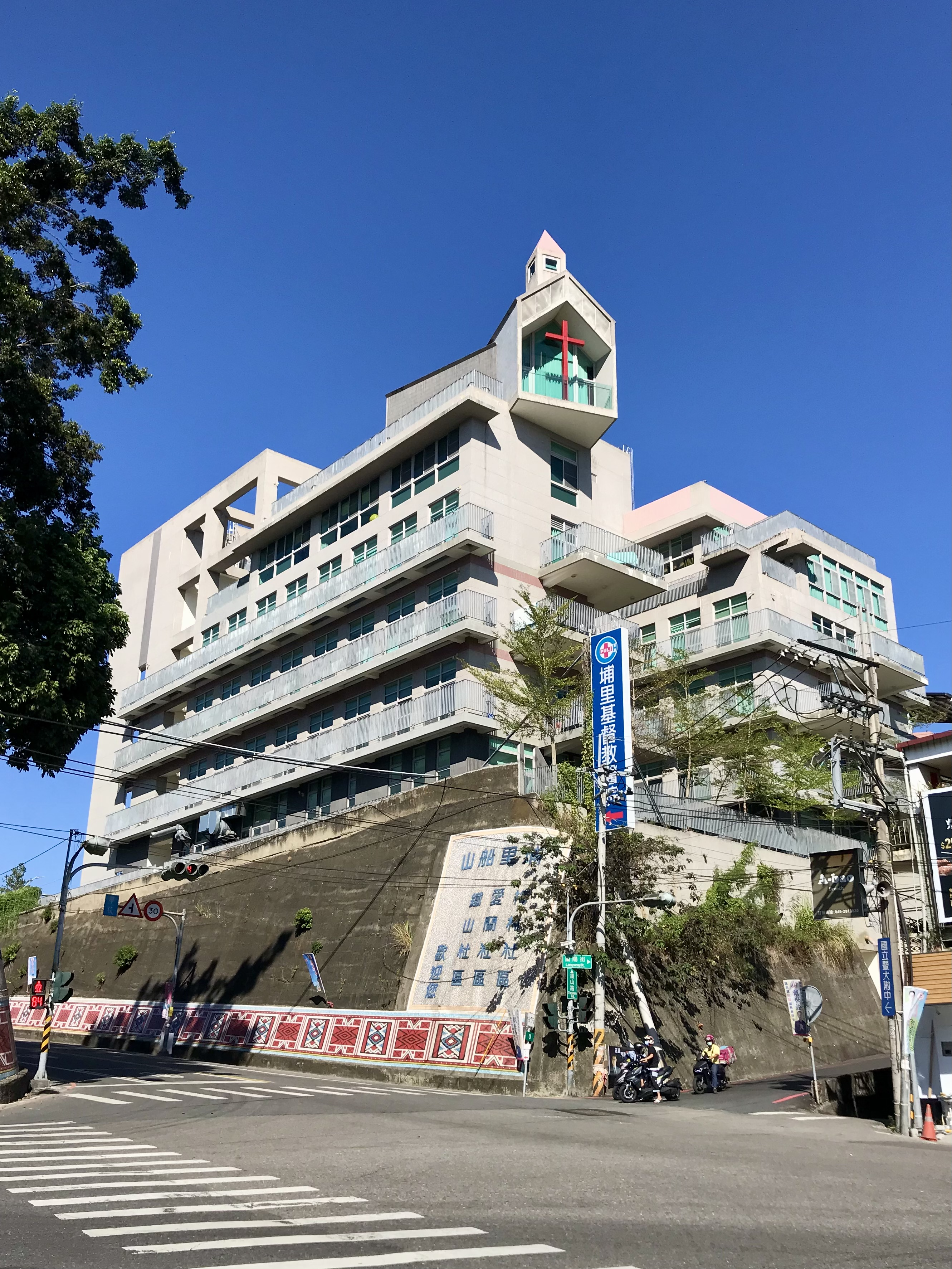
埔里基督教醫院

1963年3月12日，紀歐惠與同事徐賓諾（Bjarne Gislefoss）結婚。1966年，他們創辦小兒麻痺之家，照顧小兒麻痺患者。埔基工作人員潘桂香回憶，面對肺癆病患，大家都怕得要死，但他們從來不戴口罩。因夫妻兩人專注忙於工作，沒有生育子女，改以照顧多位孤兒，後來這些孩子成家立業，便經常帶著子女回埔基，要他們的孩子叫兩老為「阿公」、「阿媽」，於是「埔里阿公」、「埔里阿媽」之名也因此傳開。像是1969年出生在彰化鄉下的常倩惠，就是由紀歐惠請美籍外科醫師魏德生診治雙腳畸型，並找到願意收養的美國家庭。
紀歐惠曾擔任埔基院長職務，但逢婦產科需人手時，七旬的她仍然上手術檯幫忙。1997年徐賓諾夫婦退休，但每天仍到院當志工。他們早期在埔里全時間奉獻未曾回國，退休後才固定於每年5月到9月回挪威。九二一大地震，他們正好返回挪威度假，知道災情後，向挪威協力差會募了三千條毛毯給災民。
2003年3月10日，作家鄧向揚為紀歐惠與徐賓諾寫的傳記《愛在福爾摩莎》在文建會發表。
2010年挪威時間10月31日凌晨2點，紀歐惠於挪威南部小鎮康斯謀辭世。

## 榮耀
1990年3月26日，中華民國衛生行政會議，表揚紀歐惠。該年11月6日，由行政院衛生署與厚生會合辦的第一屆醫療貢獻獎，衛生署副署長葉金川、台大醫學院教授楊思標、許書劍、陳炯霖、國防醫學院教育長石曜堂、馬偕醫院院長吳再成及立法委員楊敏盛等票選出紀歐惠等十五位得主。
1991年4月28日，挪威駐香港領事館副領事賽蒙代表挪威國王到埔里，頒發挪威國家最高榮譽獎給徐賓諾夫婦。
1996年4月8日，李登輝總統親頒紫色大綬景星勳章給徐賓諾、紀歐惠夫婦，這是繼台東基督教醫院美籍創院院長譚維義、花蓮門諾醫院美籍創院院長薄柔纜後，第三度有外籍醫療工作者獲得此榮譽。
2001年耶誕節，獲選行政院原住民委員會頒發第五屆促進原住民社會發展有功人員獎。
2002年6月10日夫妻兩人獲中華民國第一張、第二張外僑永久居留權證。